# Obdurodon
Obdurodon (Woodburne & Tedford, 1975) è un genere estinto di monotremi della famiglia degli ornitorinchidi, antenato dell'ornitorinco.
La principale caratteristica che lo differenzia dal suo odierno discendente è il fatto che Obdurodon possiede ancora i denti, a differenza dell'ornitorinco, che li possiede solo in età giovanile.

## Specie
Di questo genere si conoscono finora tre specie.
O. insignis (Woodburne & Tedford, 1975) è stata la prima ad essere scoperta, nel 1971, nel deserto di Tirari, in terreni dell'Oligocene superiore, ma è basata solo su denti sparsi. In seguito sono stati ritrovati anche resti frammentari di mascelle e pelvi. Sembra che questa specie fosse più piccola e primitiva di quella miocenica.

Il dente olotipo fu assegnato al nuovo genere Obdurodon in seguito alla descrizione fattane nel 1975 dai paleontologi americani Michael O. Woodburne e Richard H. Tedford che assegnarono al nuovo genere il nome che risulta formato dalla combinazione del verbo in lingua latina "obduro" (persistere) dalla parola in greco antico ὀδών (odṓn), che significa "dente", in riferimento alla persistenza dei molari in età adulta, caratteristica che viene persa nel moderno ornitorinco. L'epiteto insignis invece si riferisce all'importanza di questo carattere distintivo nei fossili ritrovati.
La seconda specie denominata è O. dicksoni (Archer et al., 1992) rinvenuta nei terreni del Miocene inferiore-medio di Riversleigh, nel Nuovo Galles del Sud. Questo animale è noto per un cranio pressoché intatto e alcuni denti isolati.
 
Fisicamente, doveva assomigliare molto al moderno ornitorinco, anche se ci sono differenze sostanziali. Ad esempio, Obdurodon dicksoni doveva essere più grande del suo discendente, e alcune caratteristiche del cranio (oltre, naturalmente, alla presenza dei denti) lo pongono al di fuori del genere Ornithorhynchus. Ad esempio, il processo coronoide e il processo angolare sono ancora presenti in Obdurodon, mentre sono quasi del tutto scomparsi nell'ornitorinco. Inoltre, il becco della forma miocenica è più grande, alto e in generale di forma diversa da quello dell'ornitorinco attuale. I denti presenti erano due premolari e tre molari per ogni lato delle mascelle.
La terza specie di descritta è O. tharalkooschild (Pian et al., 2013), molto simile ad un ornitorinco moderno, ma più grande, superando anche il Monotrematum sudamericanum in dimensioni.